# Г'ю Метесон
Г'ю Метесон  (англ. Hugh Matheson, 16 квітня 1949) — британський веслувальник, олімпійський медаліст.

## Виступи на Олімпіадах
| Олімпіада     | Дисципліна                      | Місце |
| ------------- | ------------------------------- | ----- |
| Мюнхен 1972   | четвірка розстібна зі стерновим | 10    |
| Монреаль 1976 | вісімка розстібна зі стерновим  | 2     |
| Москва 1980   | одиночка                        | 6     |

## Зовнішні посилання
- Досьє на sport.references.com [Архівовано 18 лютого 2009 у Wayback Machine.]

1. ↑  Hugh Matheson
2. 1 2 3  Lundy D. R. The Peerage